# 25903 Yuvalcalev
25903 Yuvalcalev (tên chỉ định: 2000 YC116) là một tiểu hành tinh vành đai chính. Nó được phát hiện bởi dự án Nghiên cứu tiểu hành tinh gần Trái Đất Lincoln ở Socorro, New Mexico, ngày 30 tháng 12 năm 2000. Nó được đặt theo tên Yuval Yaacov Calev, an American high school student và finalist in the 2010 Intel Science Talent Search.